# 앨빈 로스
앨빈 앨리엇 "앨" 로스(Alvin Eliot "Al" Roth, 1951년 12월 19일~) 박사는 미국의 경제학자로, 현재 스탠퍼드 대학교의 방문교수이자 하버드 경영대학원의 교수이다. 게임 이론과 시장 설계, 실험경제학 등의 분야에 업적을 남겼다. 2012년 로이드 섀플리와 함께 노벨 경제학상을 공동 수상했다.

## 학력
- 1967년~1971년: 컬럼비아 대학교 (학사)
- 1971년~1973년: 스탠퍼드 대학교 (석사)
- 1973년~1974년: 스탠퍼드 대학교 (박사)

## 같이 보기
- 시장 설계
- 실험경제학